# Fusione societaria
La fusione societaria è l'operazione attraverso la quale più società, dotate di una propria soggettività giuridica, vengono unite in un unico ente collettivo, preesistente alla fusione o creato ex novo.
Nell'ordinamento giuridico italiano, l'istituto è disciplinato dagli articoli 2501 e seguenti del codice civile, in cui è stato introdotto con il d.lgs. 16 gennaio 1991 n. 22, emanato in attuazione delle Direttive del Consiglio delle Comunità Europee n. 78/855 (cosiddetta Terza Direttiva del 9 ottobre 1978) e n. 82/891 (cosiddetta Sesta Direttiva del 17 dicembre 1982); la versione originaria del codice, infatti, non prevedeva in alcun modo tale meccanismo.

## Storia
Pur non essendo nota con precisione la prima applicazione della fusione societaria, è possibile affermare che essa abbia avuto origine presumibilmente nel XIX secolo sotto impulso della dottrina e della giurisprudenza piuttosto che del legislatore, il quale ha poi codificato in maggior dettaglio la prassi. In particolare, Vidari scrisse che già nel 1889 la fusione fosse "un fatto economico tutt'altro che infrequente oggi; quantunque, tranne il nostro Codice, e alcune scarse disposizioni dei Codici tedesco, ungherese e svizzero, leggi, per quanto almeno ci è noto, non ne tengono parola".
In effetti, il Codice di commercio italiano del 1865 non conteneva ancora disposizioni riguardanti la fusione, ma solo quelle relative allo scioglimento e alla liquidazione delle società (artt. 166-171), mentre nel Codice di commercio italiano del 1882 comparve per la prima volta una specifica serie di articoli riguardante le fusioni societarie, e posizionata tra le disposizioni relative allo sciolgimento e quelle relative alla liquidazione (Sezione V, par. 3, artt. 193-196). Il Codice civile italiano del 1942 ha poi codificato, in maggiore dettaglio e con un maggior numero di articoli, la fattispecie giuridica della fusione societaria.

## Ratiodell'istituto
Scopo della fusione è creare delle sinergie tra le imprese prima indipendenti, ad esempio migliorando la competitività sul mercato delle imprese coinvolte, grazie alle maggiori dimensioni raggiunte. Non mancano, d'altronde, casi in cui una fusione viene attuata per altri motivi (ad esempio, aumentare il capitale sociale per meglio difendersi da una scalata ostile).
L'ordinamento stesso consente di partecipare ad una fusione alle società in liquidazione che non abbiano iniziato la distribuzione dell'attivo (art. 2501 c.c., secondo comma) e ciò anche al solo scopo di ottimizzare i risultati della liquidazione stessa.
Tale fenomeno, avente carattere "concentrativo", non è sempre tale dal punto di vista economico giacché esso si può verificare anche in caso di società legate da un rapporto di controllo. In tal caso essa implica solo una riorganizzazione giuridico-formale dell'assetto strutturale del gruppo.

## Tipologie
L'articolo 2501 c.c. prevede due diverse modalità operative:
- Fusione mediante costituzione di una società nuova, in cui due o più società distinte si estinguono per far spazio ad una nuova società (cd. fusione in senso stretto o d'unione): con essa si sciolgono tutte le società che partecipano alla fusione ed i loro patrimoni vengono apportati in una società appositamente costituita. Si ha, quindi, l'estinzione legale degli enti che, unendosi, danno vita ad una nuova società, giuridicamente distinta dalle precedenti;
- Fusione mediante o per incorporazione, in cui una società (incorporante) rimane in vita ed assorbe le altre (incorporate) che si estinguono (cd. fusione per incorporazione): con essa una società già esistente incorpora una o più società che perdono in tal modo la loro individualità. Le società assorbite cessano di esistere, la società incorporante continua la propria attività con un capitale sociale e con dimensioni che possono risultare più o meno aumentate  a seconda della preesistenza di partecipazioni nelle società fuse.

Dei due casi prospettati, il più diffuso è quello della fusione per incorporazione. I motivi di questa preferenza si trovano nel minor costo fiscale, nella maggiore semplicità dell'operazione di assorbimento e nell'opportunità di continuare l'attività con l'organizzazione di una società già nota ed affermata sul mercato e, spesso, con lo stesso nome.

## Procedimento
Il procedimento di fusione si articola in tre fasi:
1) Gli amministratori delle società partecipanti alla fusione devono redigere:
- un progetto di fusione, dal quale devono in ogni caso risultare il tipo, la denominazione o ragione sociale, la sede delle società partecipanti alla fusione, l'atto costitutivo della nuova società risultante dalla fusione o di quella incorporante, il rapporto di cambio delle azioni o quote e le altre informazioni indicate nell'art. 2501-ter.
- devono redigere la situazione patrimoniale delle società stesse, redatta con l'osservanza delle norme sul bilancio di esercizio.
- devono redigere una relazione la quale illustri e giustifichi, sotto il profilo giuridico ed economico, il progetto di fusione e in particolare il rapporto di cambio delle azioni o delle quote.

Uno o più esperti (nominati dal presidente del tribunale tra i revisori) per ciascuna società devono redigere una relazione sulla congruità del rapporto di cambio delle azioni o delle quote.
2) La fusione è decisa da ciascuna delle società che vi partecipano mediante approvazione del relativo progetto.
Se l'atto costitutivo o lo statuto non dispongono diversamente, tale approvazione avviene, nelle società di persone, con il consenso della maggioranza dei soci determinata secondo la parte attribuita a ciascuno negli utili, salva la facoltà di recesso per il socio che non abbia consentito alla fusione e, nelle società di capitali, secondo le norme previste per la modificazione dell'atto costitutivo o statuto con deliberazione adottata dall'assemblea straordinaria.
La deliberazione di fusione deve essere depositata per l'iscrizione nell'ufficio del registro delle imprese.
Da questo momento decorrerà il termine per l'opposizione dei creditori.
3) Coloro che hanno la rappresentanza delle società partecipanti alla fusione stipulano l'atto di fusione.
Tale atto deve essere depositato in ogni caso per l'iscrizione, a cura del notaio o degli amministratori della società risultante dalla fusione o di quella incorporante, entro trenta giorni, nell'ufficio del registro delle imprese dei luoghi ove è posta la sede delle società partecipanti alla fusione, di quella che ne risulta o della società incorporante (art. 2504).

## Effetti della fusione
Dal momento dell'iscrizione nel registro dell'atto di fusione si producono gli effetti della fusione: la nascita di una nuova società oppure l'incorporazione di una società in un'altra.
Inoltre la società che risulta dalla fusione o quella incorporante assumono i diritti e gli obblighi delle società partecipanti alla fusione, proseguendo in tutti i loro rapporti, anche processuali, anteriori alla fusione.
È concessa la possibilità di retrodatare gli effetti contabili dell'operazione ad una data antecedente rispetto a quella in cui si manifestano gli effetti (effetti giuridici o reali) di cui sopra.

## Opposizione dei creditori
La fusione può essere attuata solo dopo sessanta giorni dall'ultima delle iscrizioni nel registro delle imprese previste dall'art. 2502-bis. Entro tale termine i creditori possono proporre opposizione alla fusione. Il tribunale può decidere che la fusione abbia luogo nonostante l'opposizione dei creditori qualora ritenga infondate le ragioni alla base dell'opposizione di questi ultimi.
L'art. 2503 prevede una serie di casi eccezionali, in cui la fusione può essere attuata anche prima del decorso dei 60 giorni.
Subito dopo la conclusione della fase n. 2), con l'approvazione delle deliberazioni di fusione, gli amministratori non possono procedere subito alla stipula dell'atto di fusione.
Infatti solo dopo 60 giorni, o dopo che è stata respinta l'opposizione del creditore, si può procedere con la fase n. 3), ossia con la stipulazione e l'iscrizione nel registro dell'atto di fusione ad opera degli amministratori.

## Invalidità della fusione
Eseguite le iscrizioni dell'atto di fusione a norma del secondo comma dell'articolo 2504, l'invalidità dell'atto di fusione non può essere pronunciata. Resta salvo il diritto al risarcimento del danno eventualmente spettante ai soci o ai terzi danneggiati dalla fusione.

## Le fusioni semplificate
Sono previste semplificazioni nel caso in cui una società deve incorporarne un'altra di cui possiede (anche indirettamente) tutte le quote (o le azioni art.2505). In questo caso, la fusione avviene in genere senza emissione di nuove quote (o azioni). La società può quindi omettere nel progetto di fusione le informazioni circa il rapporto di cambio, le modalità di assegnazione delle nuove partecipazioni e la data a partire dalla quale tali azioni partecipano agli utili.
Non è necessaria, inoltre, la redazione delle relazioni degli amministratori o degli esperti e vi è una traslazione di competenza dall'assemblea all'organo amministrativo. La riforma del 2003 ha introdotto nuove regole anche nel caso in cui la società incorporante possieda almeno il 90% del capitale della società da incorporare (art.2505-bis). In tal caso è consentito omettere la relazione degli esperti sempre che venga concesso agli altri soci (esterni alla maggioranza di controllo) della società incorporata il diritto di far acquistare le proprie azioni della società incorporata per un corrispettivo determinato in base ai criteri previsti per il recesso.
Altri esempi di fusione semplificate sono la fusione di società con liquidazione che ha iniziato la distribuzione dell'attivo e vi sono anche casi di riduzione di termini previsti per la fusione.